# L'Art de la chasse
L'Art de la chasse est une émission de télévision documentaire québécoise en deux épisodes de 45 minutes, d'abord présentée le 23 mars 2019 dans le cadre Festival international du film sur l'art, puis sur la chaîne ICI ARTV les 16 septembre et 23 octobre 2019. Elle est animée par l'artiste multidisciplinaire québécois Marc Séguin.

## Synopsis
Le peintre, écrivain et cinéaste Marc Séguin part à la rencontre de deux créateurs québécois afin de mettre en lumière les liens qui unissent la démarche de l'artiste à celle du chasseur. Ce faisant, la série expose aussi la manière dont l'espace habité influence le processus créatif.

## Épisodes
Le premier épisode est consacré à l'artiste-graveuse baie-johanaise Chantal Harvey. Celle-ci raconte son parcours, profondément marqué par l'incendie de 2013 ayant dévasté les forêts avoisinantes de Baie-Johan-Beetz.
Le second épisode s'intéresse à l'artisan saguenéen Pierre Tremblay. Fabricant d'arcs traditionnel depuis une trentaine d'années, l'homme explique sa passion pour la chasse – un art, explique-t-il, à la fois calme et fougueux.

## Fiche technique
- Scénarisation : Bruno Boulianne et Jean Roy
- Passeur : Marc Séguin
- Réalisation : Bruno Boulianne
- Direction de la photographie : Alex Margineanu
- Montage : Lucie Juillet et Samuel Veillet